# Konrad Telmann
 Ikke at forveksle med Ernst Zitelmann.
Ernst Otto Konrad Zitelmann (26. november 1854 i Stettin – 23. januar 1897 i Rom) var en tysk forfatter.
Han studerede jura i Berlin, Leipzig og Heidelberg, var i årene 1875—78 sagfører i Greifswald, men opgav sin stilling og bosatte sig i Sydeuropa af helbredshensyn, levede for eksempel længere tid i Mentone, hvor han 1891 ægtede malerinden og forfatterinden Hermine von Preuschen. Som forfatter skrev han under pseudonymet Konrad Telmann en række bøger, der er underholdende, men i litterær henseende alt andet end betydelige.
Længst nåede han i romanen Was ist Wahrheit?. Han debuterede med In Pommern und andere Novellen (2 bind, 1874), senere fulgte Frische Blätter, romanerne Im Frührot, Götter und Götzen, Das Spiel ist aus, Moderne Ideale, Dunkle Existenzen, Vae Victis, fortællingen Trinacria, Bohemiens, Unter römischem Himmel. Også en samling digte Meereswellen har han udgivet. Ausgewählte Werke udkom i 8 bind 1908.